# Sagleipie
Sagleipie (aussi appelée Sacleipea, Sacleipie, Sakalapie, Saklape, Sakripie, et Sakriple) est la quatorzième ville du Liberia et la deuxième du comté de Nimba, avec une population de plus de 12 000 habitants en 2008.